# Mariä Himmelfahrt (Dettingen)

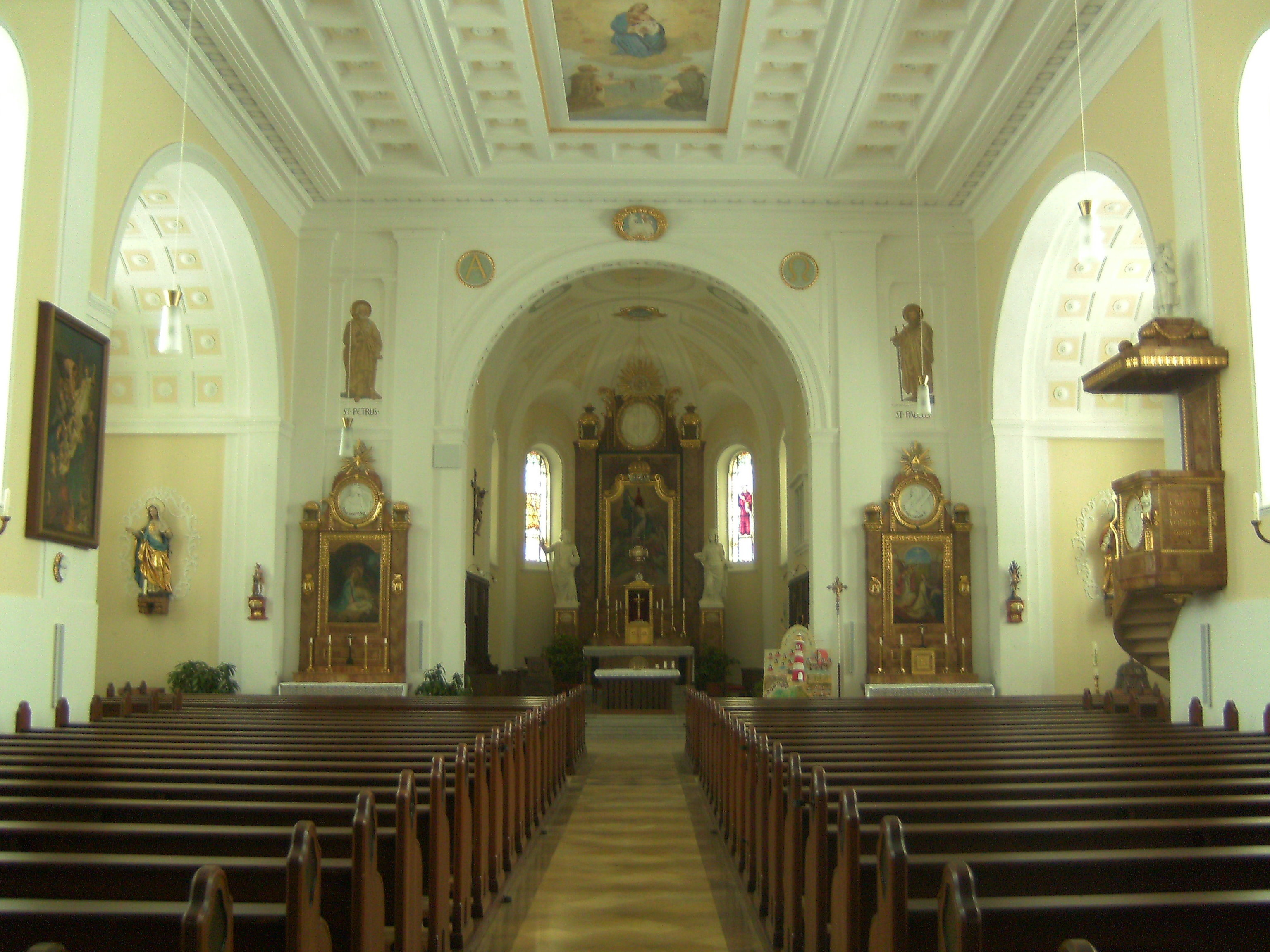
Mariä Himmelfahrt

Mariä Himmelfahrt ist eine römisch-katholische Pfarrkirche im Stil der Neorenaissance in Dettingen an der Iller, deren Grundsteinlegung am 28. April 1912 stattfand. Kirche und Pfarrei sind Teil der Seelsorgeeinheit Iller im Landkreis Biberach in Oberschwaben. Der Turm der Kirche ist 42 Meter hoch.

## Geschichte
Ein weiteres, dem Heiligen Vitus und der Heiligen Agatha geweihtes Kirchenbauwerk, Filialkirche der Seelsorgeeinheit, befindet sich auf der Unterdettinger Gemarkung an der Ortsstraße Richtung Kleinkellmünz. Beide wurden erstmals im liber decimationis, dem Verzeichnis des Kreuzzugszehnten des Bistums Konstanz 1275 erwähnt.
Der Bauplan der Kirche stammte von dem Architekten Ulrich Pohlhammer. Begonnen wurde mit dem Bau 1911. Der damalige Pfarrer Alois Eisenbarth segnete am 27. März 1913 die neu erbaute Kirche. Die alte Oberdettinger Kirche wurde abgebrochen und verkauft. An ihrem Standort wurde, nach den Vorschriften des Konzils von Trient, ein Kreuz errichtet. Dort befindet sich heute der Gemeindekindergarten St. Maria. Die Kirche ist von einer meterhohen Mauer umgeben, hinter der sich kein Friedhof befindet.
Die Gesamtbaukosten der Kirche betrugen 150.000 Mark. Durch großzügige Zuwendungen mussten nur 21.000 Mark als Darlehen aufgenommen werden, das schon 1923 zurückgezahlt wurde. Der Ausbruch des Ersten Weltkrieges verhinderte die Konsekration der Kirche durch den Bischof. Sie wurde am 22. Mai 1925 durch Bischof Paul Wilhelm von Keppler nachgeholt. Seine Predigt lautete an diesem Tag: Warum bauen wir Kirchen?

## Bauwerk
Die Kirche besteht aus einem Langhaus mit flacher Kassettendecke. Vor dem halbrund schließenden Chor befindet sich ein Querhaus mit kassettiertem Tonnengewölbe. Vor dem Querhaus auf der südlichen Seite befindet sich die klassizistische Kanzel.
Die neoklassizistischen Altäre wurden nach Entwürfen von Franz Müller aus Saulgau geschaffen. Sie beziehen sich thematisch auf die Kirchenpatronin Maria. Der rechte Seitenaltar hat Mariä Verkündigung zum Thema und der linke Seitenaltar Christi Geburt.
Der Hochaltar wird flankiert von den Figuren der Eltern Marias, Anna und Joachim. Die Orgel stammt von der Orgelbaufirma Albert Reiser aus Biberach. Die Ausmalung der Kirche schuf der Maler Wilhelm Ettle (* 1879) aus Ellwangen. Die Altarblätter stammen von Karl Baumeister aus München.

## Weitere Handwerker

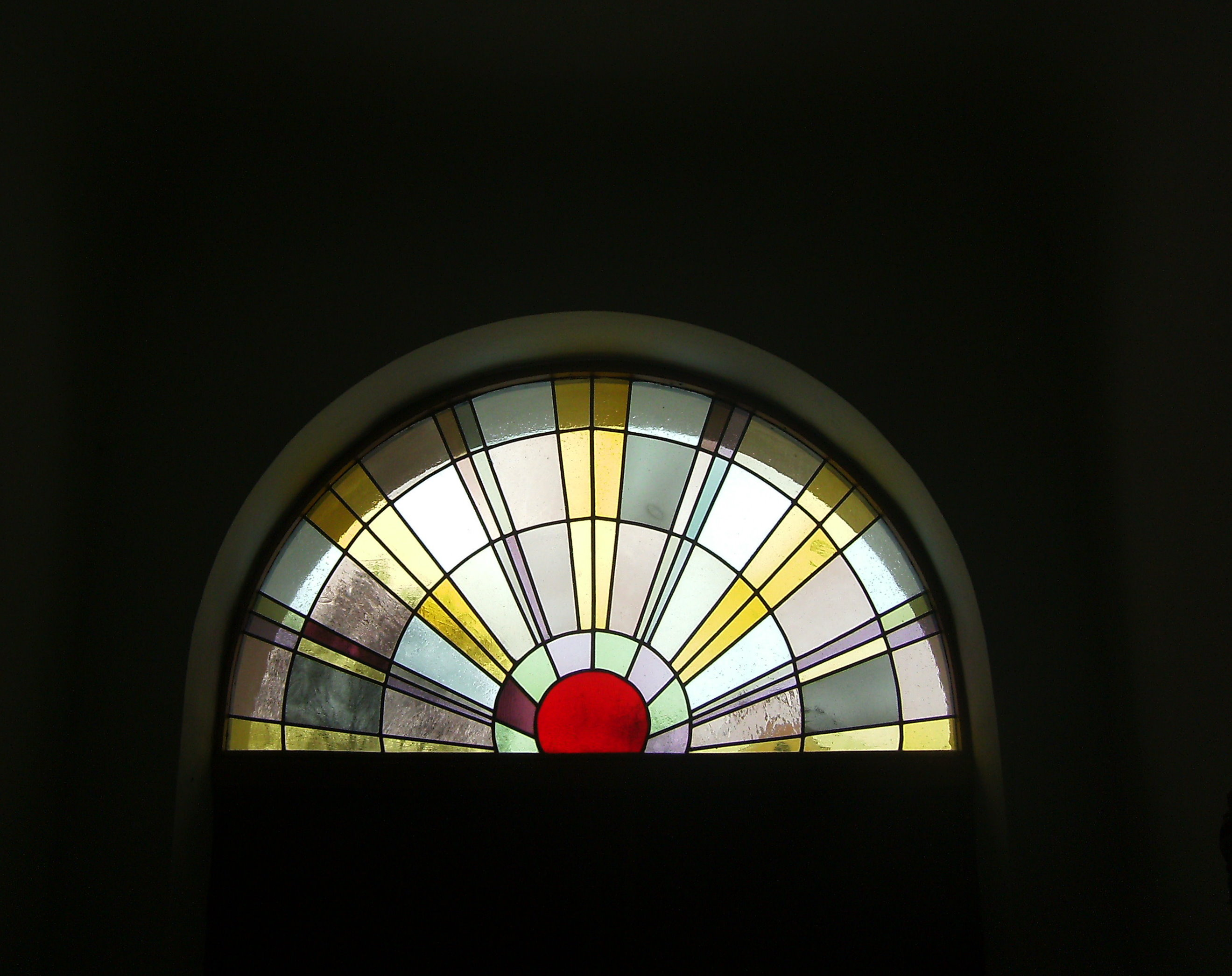
Rosette am Eingang

- Schmiedearbeiten von Xaver Sieber und Adolf Kirchenmaier, Dettingen
- Schreinerarbeiten von Paul Merk, Dettingen
- Schlosserarbeiten von Gustav Lehle und Josef Maier, Dettingen